# 明治大学交響楽団
明治大学交響楽団（めいじだいがくこうきょうがくだん、英語: Meiji University Symphony Orchestra ）は、日本のアマチュア・オーケストラの一つ。通称「明オケ（めいおけ）」。1923年4月に創立され、2023年に創立100周年を迎えた。

## 概要
明治大学公認のオーケストラサークル。前期に6月演奏会、後期に定期演奏会、トランペットコンサート、トロンボーンコンサート、3月には各セクションによるコンサートを開催。東京六大学オーケストラ連盟に所属し、年1回の合同演奏会を開催している。入学式・卒業式での式典演奏、学園祭への参加、明治大学父母会への依頼演奏、都内教育・福祉施設等での演奏活動など多岐にわたる。

## 沿革
1923年（大正12年）：4月末、尾原勝吉、菊地雙三郎、中川（樋口）亮、塚田道三郎、林慶旺、島村などにより「明治大学管弦楽団」が創立。
1923年（大正12年）：6月24日に第1回定期演奏会が帝大基督教青年会館（現・東京YMCA）で開催された。和田小太郎の指揮により、シューベルト作曲ミリタリーマーチ、ヴァイオリン独奏尾原勝吉によるマスネ作曲タイスの瞑想曲など、全部で11曲が披露された。
1928年（昭和3年）：文化部連合会に加入。明治大学公認の「明治大学校友会音楽部管弦楽団」となる。
1934年（昭和9年）：この年から、大規模な演奏旅行を全国的に行うようになる。
1941年（昭和16年）：吹奏楽団と合併し、「明治大学音楽研究会」と改名。
1951年（昭和26年）：「明治大学交響楽団」と改称し、合唱団（現・明治大学グリークラブ）と分離独立。
1953年（昭和28年）：東京大学六大学交響楽団を結成し、当番校として、第１回演奏会を日比谷公会堂で開催。
2023年（令和5年）：創立100周年を迎える。12月28日に第100回記念定期演奏会がすみだトリフォニーホールで開催された。
2025年（令和7年）：「明治大学交響楽団100年史」が発刊された。